# Вторусское
Втору́сское — село в Арзамасском районе Нижегородской области. Входит в состав Ломовского сельсовета.
Село располагается на левом берегу реки Серёжи.

## Население
| 1999 | 2002 | 2010 |
| ---- | ---- | ---- |
| 179  | ↘164 | ↘100 |